# For Mrs.
《For Mrs.》(フォアミセス 포어 미세스[*])는 아키타 쇼텐에서 발행하는 일본의 여성 만화 잡지이다. 1986년에 창간되었으며 매월 3일에 발행된다. 2003년 2월호까지의 발매일은 매월 28일. 주요 독자는 주부이며 가족과 어린이를 테마로 한 작품을 중심으로 게재된다.